# Kanton Bourgoin-Jallieu-Sud
Der Kanton Bourgoin-Jallieu-Sud war von 1985 bis 2015 ein französischer Wahlkreis im Arrondissement La Tour-du-Pin, im Département Isère und der Region Rhône-Alpes. Er umfasste zehn Gemeinden und den Südteil der Stadt Bourgoin-Jallieu.

## Gemeinden
| Gemeinde             | Einwohner Jahr | Fläche km² | Bevölkerungsdichte | Code INSEE | Postleitzahl |
| -------------------- | -------------- | ---------- | ------------------ | ---------- | ------------ |
| Bourgoin-Jallieu     | –              | –          | – Einw./km²        | 38053      | 38300        |
| Châteauvilain        | 682 (2013)     | 8,82       | 77 Einw./km²       | 38091      | 38300        |
| Crachier             | 480 (2013)     | 3,64       | 132 Einw./km²      | 38136      | 38300        |
| Domarin              | 1488 (2013)    | 2,99       | 498 Einw./km²      | 38149      | 38300        |
| Les Éparres          | 943 (2013)     | 7,95       | 119 Einw./km²      | 38156      | 38300        |
| Maubec               | 1703 (2013)    | 8,57       | 199 Einw./km²      | 38223      | 38300        |
| Meyrié               | 1055 (2013)    | 3,43       | 308 Einw./km²      | 38230      | 38300        |
| Nivolas-Vermelle     | 2450 (2013)    | 6,09       | 402 Einw./km²      | 38276      | 38300        |
| Saint-Alban-de-Roche | 1874 (2013)    | 6,11       | 307 Einw./km²      | 38352      | 38080        |
| Sérézin-de-la-Tour   | 960 (2013)     | 9,31       | 103 Einw./km²      | 38481      | 38300        |
| Succieu              | 718 (2013)     | 8,35       | 86 Einw./km²       | 38498      | 38300        |